# 经济 (杂志)
《经济》是一份由中国国务院举办并由经济日报社主管主办的政经类新闻杂志，其前身为《经济月刊》，创刊于1999年1月。该杂志的国际标准连续出版物号为ISSN 1672-8637，中国国内统一连续出版物号为CN11-5199/F。
《经济》杂志的官网网址为jingji.com.cn，网站标题为“经济网”，该域名注册于2002年8月24日。2005年，该杂志进行了全新改版。